# Christian Van Eyken
 (27 janvier 2016).
Le texte peut changer fréquemment, n’est peut-être pas à jour et peut manquer de recul. 
Le titre et la description de l'acte concerné reposent sur la qualification juridique retenue lors de la rédaction de l'article et peuvent évoluer en même temps que celle-ci.
Pour les articles homonymes, voir Van Eyken.
Christian B.S. Van Eyken, né le 16 août 1954 à Etterbeek, est un homme politique belge francophone, représentant de l'Union des francophones.

## Biographie
Christian Van Eyken est licencié en philologie germanique.
En 1983, il devient Conseiller communal à Linkebeek, commune à facilités de la périphérie bruxelloise. Il y exerce la fonction d'Échevin de 1983 à 1993, puis de Bourgmestre jusqu'en 2007. Il quitte la commune pour s'installer à Tervuren et n'est dès lors pas renouvelé dans ses mandats après les élections communales d'octobre 2006.
À partir du 13 juin 1995, il devient député au Parlement flamand, seul élu sur une liste francophone (Union des Francophones). Il y représente les francophones résidant en périphérie bruxelloise, principalement dans les six communes à facilités.
De 2007 à 2012, il est conseiller communal et membre du conseil de police à Tervuren.

## Affaire Marc Dellea
Le 8 juillet 2014, Marc Dellea, un négociant en café âgé de 45 ans, est retrouvé mort dans son lit. Sa mort est signalée par sa femme Sylvia Boigelot. Le docteur de famille conclut à une mort naturelle, mais deux jours plus tard le médecin légiste désigné par le parquet décèle un projectile dans le cerveau, tiré, selon les experts en balistique, par un petit pistolet de défense. Les enquêteurs qui épluchent les images des caméras de surveillance installées dans le hall d’entrée de son domicile déterminent que Sylvia Boigelot et Christian Van Eyken sont venus le 6 juillet à l’appartement, peu avant l’arrivée de la victime, et que ce dernier n’en est plus ressorti,.
Le 27 janvier 2016, le parquet de Bruxelles annonce son inculpation et sa mise sous mandat d'arrêt pour l'assassinat de l'ancien mari de sa collaboratrice, Sylvia Boigelot, qui était son attachée parlementaire mais aussi sa maîtresse. Christian Van Eyken nie toutefois toute implication dans cette affaire,. 
Dans un entretien accordé au journal Le Soir par le président du parti DéFI, Olivier Maingain annonce que Christian Van Eyken est suspendu depuis le 6 janvier 2016 concomitamment à sa levée d’immunité parlementaire au Parlement flamand. Il est immédiatement arrêté, puis libéré le 28 janvier 2016 à la demande du parquet en raison d'une faute de procédure, le juge d'instruction ayant omis de signer le mandat d'arrêt.
En novembre 2017, son procès devant la 9e chambre correctionnelle de Bruxelles est reporté à mars 2018 pour des raisons techniques. À la suite de l'entrée en vigueur d'une loi permettant le transfert au tribunal correctionnel des crimes jugés les plus graves en 2015 (disposition annulée en 2017), Christian Van Eyken ne comparaît pas en Cour d'Assises. En mars 2018, le premier procès vise d'ailleurs à déterminer si le tribunal correctionnel est compétent pour traiter ce dossier, et à statuer sur l'impossibilité pour la défense de consulter certaines pièces à conviction, dont la fameuse vidéo de surveillance les mettant en porte-à-faux dans les événements.
Le procès débute le 12 novembre 2018 au tribunal correctionnel de Bruxelles et se poursuivra pendant environ trois semaines à raison de sept audiences par semaine.
Le 3 septembre 2019, Christian Van Eyken et sa maîtresse sont condamnés à 23 ans de prison pour l'assassinat de Marc Dellea. L'avocat de Van Eyken a indiqué immédiatement après la condamnation qu'il voulait faire appel. 
Le 16 février 2021, le verdict est confirmé et aggravé. Christian Van Eyken et sa maîtresse Sylvia Boigelot sont condamnés en appel à 27 ans de prison.
Le 22 avril 2022 leur peine est réduite par la Cour de cassation à 20 ans de prison pour lui et 22 ans pour elle.

## Prix et récompenses
- Palmes d'or de l'ordre de la Couronne